# Кулешево
Кулешево (пол. Kuleszewo) — село в Польщі, у гміні Кобильниця Слупського повіту Поморського воєводства.
Населення — 449 осіб (2011).
У 1975-1998 роках село належало до Слупського воєводства.

## Демографія
Демографічна структура станом на 31 березня 2011 року:
|          | Загалом | Допрацездатний вік | Працездатний вік | Постпрацездатний вік |
| -------- | ------- | ------------------ | ---------------- | -------------------- |
| Чоловіки | 239     | 54                 | 166              | 19                   |
| Жінки    | 210     | 40                 | 143              | 27                   |
| Разом    | 449     | 94                 | 309              | 46                   |